# Prosimulium tonnoiri
Prosimulium tonnoiri är en tvåvingeart som först beskrevs av Drummond 1931.  Prosimulium tonnoiri ingår i släktet Prosimulium och familjen knott.
Artens utbredningsområde är Western Australia. Inga underarter finns listade i Catalogue of Life.